# Xã Elkmount, Quận Grand Forks, Bắc Dakota
Xã Elkmount (tiếng Anh: Elkmount Township) là một xã thuộc quận Grand Forks, tiểu bang Bắc Dakota, Hoa Kỳ. Năm 2010, dân số của xã này là 50 người.